# Uragiri wa Boku no Namae o Shitteiru
Uragiri wa Boku no Namae o Shitteiru (裏切りは僕の名前を知っている lit. La traición conoce mi nombre?), comúnmente abreviada como UraBoku, es una serie de manga escrita e ilustrada por Hotaru Odagiri. Fue publicada por primera vez en octubre de 2005 en la revista Monthly Asuka de la editorial Kadokawa Shōten. Una adaptación a serie de anime comenzó a transmitirse en Japón el 11 de abril de 2010 por Chiba TV, finalizando el 19 de septiembre de ese mismo año.

## Argumento
Yūki Sakurai es un adolescente con un misterioso poder. Poco después de haber nacido fue abandonado en un orfanato únicamente con su nombre escrito en un papel. Debido a ese suceso, Yūki busca su propia independencia y no le agrada ser una carga para los demás, pero al mismo tiempo teme quedarse solo. Desde su niñez trae consigo una extraña habilidad, la cual le permite sentir las emociones de las personas con las cuales entra en contacto, sin poder controlarlo. Tras casi sufrir un accidente, es salvado inesperadamente por un misterioso hombre llamado Zess, el cual le produce una extraña sensación de nostalgia, tal como si lo conociese desde hace mucho tiempo. Lidiando con amenazas de muerte y el incremento de su habilidad, aparece una persona que reclama ser su hermano mayor.

## Personajes

### Principales
Yūki Giō (Sakurai) (桜井(祗王) 夕月 Sakurai (Giō) Yūki?)
Voz por: Sōichirō Hoshi Doblaje (Hispanoamérica): Diego Harikaral
Es el protagonista principal de la historia, portador del "Kami no Hikari" (La luz de Dios). Fue abandonado por su madre al nacer y ha estado viviendo en el Orfanato Asahi desde entonces. Es capaz de sentir las emociones de una persona al tocarla y ha sufrido mucho debido a esto, pero a pesar de ello creció convirtiéndose en una persona sólida y firme. No tiene ningún recuerdo de su vida pasada, pero aun así siente una extraña nostalgia hacia Luka y termina confiando en él. Después de dejar el orfanato, adopta el nombre de Yuki Giou. En su vida anterior solía ser una mujer quien estaba profundamente enamorada de Luka.
Zess (Luka Crosszeria) (ゼス(ルカ＝クロスゼリア) Zesu (Ruka Kurosuzeria)?)
Voz por: Takahiro Sakurai Doblaje (Hispanoamérica): Wolfang Galindo
Es un Opast (demonio de alto nivel) perteneciente a una familia conocida durante generaciones. Fueron los sirvientes del rey demonio; Luka tiene una marca roja de dos cruces en el brazo izquierdo que representa la traición hacia el rey demonio. Actualmente está afiliado al Clan Giou. Tiene un espíritu familiar, Sodom, un demonio que normalmente aparece como un tierno dragón y puede adoptar una figura humana con aspecto y características felinas. Luka normalmente es reservado e indiferente, aunque sus expresiones faciales se suavizan cuando está al lado de Yuki. Durante la última guerra, fue cuando se cambió al bando del Clan Giou debido a que, al parecer, hizo un "contrato" con Yuki. Está enamorado de Yūki y por ello cuida a la reencarnación masculina de esta, aunque este no lo recuerda.

### Guardianes Zweilt
Tsukumo Murasame (叢雨 九十九 Murasame Tsukumo?)
Voz por: Jun Fukuyama
Es uno de los Guardianes Zweilt y también parte del Clan Giou, lo que le convierte a él y su hermana, Tōko, en parientes lejanos de Yuki. Tiene la capacidad de hablar con los animales (los oídos de Dios) y transformar su anillo en un arma de fuego llamada Knell. Casi siempre se le ve comiendo aperitivos y está muy unido a su hermana, a quien llama Tōko-chan.
Tōko Murasame (叢雨 十瑚 Murasame Tōko?)
Voz por: Marina Inoue Doblaje (Hispanoamérica): Priscilla Flamasol
Es la hermana mayor de Tsukumo. Es una de los Guardianes Zweilt y forma parte del Clan Giou. Su poder consiste en convertir su anillo en una espada. Está muy unida a su hermano menor y le recrimina que siempre está comiendo aperitivos.
Hotsuma Renjō (蓮城 焔椎真 Renjō Hotsuma?)
Voz por: Daisuke Ono
Es el portador de la "voz de Dios" (Kami no Koe). Hotsuma es uno de los guardianes Zweilt y tiene el poder de controlar y utilizar el fuego. Es una persona con mal humor e impulsivo, y ha sido amigo de Shusei desde la infancia. Al comienzo, no le gustaba ver ni estar cerca de Yuki, debido a la personalidad que posee (es la misma que en su vida anterior, como mujer), pero con el tiempo logra tener un vínculo más cercano a éste. Hotsuma fue abandonado por sus padres, quienes lo calificaban de monstruo. En su infancia, trataba de no utilizar sus poderes y por instinto protegió a un compañero de clase que era atacado por sus compañeros, utilizando sus poderes de fuego. Al usar sus poderes, los demás se aislaban de él por miedo. Hotsuma intentó suicidarse, pero Shusei lo detuvo y como resultado tiene quemaduras en su cuerpo. Hotsuma siempre se culpa por las quemaduras de Shusei y tiene miedo de lastimar a alguien de ese modo de nuevo.
Shūsei Usui (碓氷 愁生 Usui Shūsei?)
Voz por: Mamoru Miyano
Es el portador de los "ojos de Dios" (Kami no Me). Shusei forma parte de los guardianes Zweilt y también es amigo de la infancia de Hotsuma. Ayuda a la policía a resolver crímenes con su sexto sentido. Es una persona tranquila y sensible, y tiene una tendencia de no comer mucho en la mayoría del día, debido a que alega no tener apetito. Shusei desaparece después de ver que Hotsuma se encontraba en mejores condiciones con Yuki, ya que Yuki fue capaz de quitarle los temores a Hotsuma, el cual se consideraba un monstruo; Shusei se dice a sí mismo que ya ha servido a su propósito. Luego, es secuestrado por Ashley, la cual le deja en un profundo sueño al decir Shusei que no tenía ganas de vivir. Más tarde, Hotsuma llega con Yuki a rescatarlo. Hotsuma le suplica a Shusei mientras está dormido que deseaba que vivieran juntos para siempre, y así él despierta.
Kuroto Hōrai (蓬莱 黒刀 Hōrai Kuroto?)
Voz por: Hiroshi Kamiya, Kaoru Mizuhara (joven) Doblaje (Hispanoamérica): Gerardo Hinolina Lorena Barrero (joven)
Es un profesional del pródigo shogi. Es una persona muy tranquila, además de ser serio por naturaleza. Sin embargo una vez que se propone algo siempre pone todo su esfuerzo para hacerlo, incluso dejar lo que más le gusta (el shogi). Adquirió el gusto por el Shogi después de jugar con el abuelo de Seishirou. Kuroto perdió a su pareja en la guerra anterior que hubo entre el Clan Giou, pasando ahora Seishirou a ser su socio. Kuroto siempre lucha con su katana negra, la cual llama Izanagi (infierno).
Senshirō Furuori (降織 千紫郎 Furuori Senshirō?)
Voz por: Satoshi Hino
Un zweilt en entrenamiento y es un poco torpe por naturaleza. Es novio de Tsubaki por un matrimonio arreglado, decidida por la familia y decidió convertirse en un zweilt después de que su abuelo fue asesinado por la cadencia de Opast al mismo tiempo proteger él y Kuroto. Él tiene un amor por la caligrafía y estudia arte en la Universidad. Usa un pincel de caligrafía grande para dibujar hechizos y una guadaña gigante llamado guadaña de la muerte.

### Clan Giou
Tachibana Giō (祇王 橘 Giō Tachibana?)
Voz por: Shin'ichirō Miki
Es "comisario" en la Mansión Crepúsculo, además de ser un miembro del Clan Giou. Tachibana tiene una personalidad alegre y le encanta siempre mantener una conversación con alguien.

### Opasts
Ashley (アシュレイ Ashurei?)
Es una Opast responsable del síndrome de la "bella durmiente" y del secuestro de estudiantes varones. Le gustan los jóvenes adolescentes y hermosos.
Cadenza (カデンツァ Kadentsa?)
Es una Opast de la clase General, esto significa que es más fuerte que un opast común. Tiene un gran poder de lucha y es conocida como "maestra de asesinos".

## Media

### Manga
Uragiri wa Boku no Namae wo Shitteiru comenzó su serialización en Asuka en octubre de 2005. El primer volumen fue publicado por Kadokawa Shōten en julio de 2006. A partir de octubre de 2010, han sido publicados ocho volúmenes. El editorial Alemán Carlsen Comics ha licenciado la serie como Fesseln des Verrats. A partir de mayo de 2010 se publicaron seis volúmenes.

#### Lista de volúmenes
| Volumen 1 | ISBN | Publicado                        |
| Volumen 1 | ISBN 978-4-04-853971-5 | 26 de julio de 2006              |
| | |                                  |
| Contiene los capítulos: - Historia 1. "El tiempo comienza a moverse" (刻、動き出す Toki, ugokidasu?) - Historia 2. "Investigación de la eternidad" (永劫の調べ Eigō no shirabe?) - Historia 3. "Noche de Walpurgis" (ワルプルギスの夜 Warupurugisu no yoru?) - Historia 4. "Días pasados, una mañana radiante" (帰らぬ日々 白き明日 Kaera nu hibi shiroki ashita?) - Historia 5. "Un nuevo encuentro" (新たな出逢い Arata na deai?) | Contiene los capítulos: - Historia 1. "El tiempo comienza a moverse" (刻、動き出す Toki, ugokidasu?) - Historia 2. "Investigación de la eternidad" (永劫の調べ Eigō no shirabe?) - Historia 3. "Noche de Walpurgis" (ワルプルギスの夜 Warupurugisu no yoru?) - Historia 4. "Días pasados, una mañana radiante" (帰らぬ日々 白き明日 Kaera nu hibi shiroki ashita?) - Historia 5. "Un nuevo encuentro" (新たな出逢い Arata na deai?) | Personaje de la carátulaLukaYuki |

| Volumen 2 | ISBN | Publicado                            |
| Volumen 2 | ISBN 978-4-04-853971-5 | 24 de mayo de 2007                   |
| | |                                      |
| Contiene los capítulos: - Historia 6. "Sospecha" (猜疑心 Saigishin?) - Historia 7. "La frontera entre la luz y la desesperación" (光と絶望の境目 Hikari to zetsubō no sakaime?) - Historia 8. "Mansión Twilight" (黄昏館 Tasogare kan?) - Historia 8.5. "Una mañana elegante en la mansión Twilight" (黄昏館の優雅なる朝 Tasogare kan no yūga naru asa?) - Historia 9. "El aumento de la cortina - Furia de las olas" (ブランド･ゼス Kaimaku ichi kairan?) - Historia 10. "Marca Zess" (ブランド･ゼス Burando･Zesu?) - Historia 11. "Cicatrices" (キズアト Kizuato?) | Contiene los capítulos: - Historia 6. "Sospecha" (猜疑心 Saigishin?) - Historia 7. "La frontera entre la luz y la desesperación" (光と絶望の境目 Hikari to zetsubō no sakaime?) - Historia 8. "Mansión Twilight" (黄昏館 Tasogare kan?) - Historia 8.5. "Una mañana elegante en la mansión Twilight" (黄昏館の優雅なる朝 Tasogare kan no yūga naru asa?) - Historia 9. "El aumento de la cortina - Furia de las olas" (ブランド･ゼス Kaimaku ichi kairan?) - Historia 10. "Marca Zess" (ブランド･ゼス Burando･Zesu?) - Historia 11. "Cicatrices" (キズアト Kizuato?) | Personaje de la carátulaTsukumoTouko |

| Volumen 3 | ISBN | Publicado                              |
| Volumen 3 | ISBN 978-4-04-854135-0 | 26 de noviembre de 2007                |
| | |                                        |
| Contiene los capítulos: - Historia 12. "La cruz que llevamos" (背負う十字架 Seou jūjika?) - Historia 13. "Oscuridad escarlata" (緋色の闇 Hiiro no yami?) - Historia 14. "Lamentación" (慟哭 Doukoku?) - Historia 15. "Algo muy débil y efímero" (儚く強く尊いもの Hakanaku tsuyoku tōtoi mono?) - Historia 16. "Marioneta de baile" (儚躍る魔人形 Hakana odoru ma ningyō?) | Contiene los capítulos: - Historia 12. "La cruz que llevamos" (背負う十字架 Seou jūjika?) - Historia 13. "Oscuridad escarlata" (緋色の闇 Hiiro no yami?) - Historia 14. "Lamentación" (慟哭 Doukoku?) - Historia 15. "Algo muy débil y efímero" (儚く強く尊いもの Hakanaku tsuyoku tōtoi mono?) - Historia 16. "Marioneta de baile" (儚躍る魔人形 Hakana odoru ma ningyō?) | Personaje de la carátulaHotsumaShuusei |

### Anime
En julio de 2009, se anunció una adaptación a serie anime, la cual es dirigida por Katsushi Sakurabi y producida por el estudio J.C.Staff. Se anunció oficialmente en la edición de octubre de 2009 en la revista Monthly Asuka. El anime comenzó a transmitirse el 11 de abril de 2010 con 12 episodios. El primer DVD salió al mercado el 25 de junio de 2010.

#### Lista de episodios
| #  | Título                                                                                        | Adaptado de       | Estreno              |
| -- | --------------------------------------------------------------------------------------------- | ----------------- | -------------------- |
| 1  | «El tiempo, comienza a moverse» «Toki, ugokidasu» (刻,動き出す)                               | Capítulo 1        | 11 de abril de 2010  |
| 2  | «Investigación eterna» «Eiko no shirabe» (永劫の調べ)                                         | Capítulo 2        | 18 de abril de 2010  |
| 3  | «Noche de Walpurgis» «Warupurugisu no yoru» (ワルプルギスの夜)                                | Capítulo 3        | 25 de abril de 2010  |
| 4  | «Días pasados, una mañana radiante» «Kaera nu hibi shiroki ashita» (帰らぬ日々白き明日)       | Capítulo 4        | 2 de mayo de 2010    |
| 5  | «Un nuevo encuentro» «Arata na deai» (新たな出逢い)                                           | Capítulo 5        | 9 de mayo de 2010    |
| 6  | «La frontera entre la luz y la desesperación» «Hikari to zetsubō no sakaime» (光と絶望の境目) | Capítulos 6 y 7   | 16 de mayo de 2010   |
| 7  | «Mansión Crepúsculo» «Tasogare kan» (黄昏馆)                                                  | Capítulos 8 y 8.5 | 23 de mayo de 2010   |
| 8  | «La marca de Zess» «Burando zesu» (ブランド・ゼス)                                            | Capítulos 9 y 10  | 30 de mayo de 2010   |
| 9  | «Cicatrices» «Kizuato» (キズアト)                                                             | Capítulos 11 a 13 | 6 de junio de 2010   |
| 10 | «Grito de desesperación» «Dōkoku» (慟哭)                                                      | Capítulos 14 y 15 | 13 de junio de 2010  |
| 11 | «Algo muy débil y efímero» «Hakanaku tsuyoku tōtoi mono» (儚く強く尊いもの)                   |                   | 20 de junio de 2010  |
| 12 | «Cuestionamiento de "dos personas"» «“Ninin” toiu koto» (“二人” ということ)                   |                   | 27 de junio de 2010  |
| 13 | «Ironía del Destino» «Unmei no hiniku» (運命の皮肉)                                           |                   | 4 de julio de 2010   |
| 14 | «Atados por un contrato» «Keiyaku toyuu na no kusari» (契約という名の鎖)                      |                   | 12 de julio de 2010  |
| 15 | «Y entonces, determinación...» «Ketsui soshite» (決意、そして…)                               |                   | 18 de julio de 2010  |
| 16 | «Tiempo congelado»                                                                            |                   | 25 de julio de 2010  |
| 17 | «Sakura»                                                                                      |                   | 1 de agosto de 2010  |
| 18 | «Un mundo sin ti»                                                                             |                   | 8 de agosto de 2010  |
| 19 | «El par vengativo»                                                                            |                   | 15 de agosto de 2010 |
| 20 | «Pecado, castigo y promesa»                                                                   |                   | 22 de agosto de 2010 |
| 21 | «La imagen imborrable»                                                                        |                   | 29 de agosto de 2010 |
| 22 | «Hacia la batalla final...»                                                                   |                   | 29 de agosto de 2010 |
| 23 | «Batalla de traidores»                                                                        |                   | 29 de agosto de 2010 |
| 24 | «Corazones conectados»                                                                        |                   | 29 de agosto de 2010 |